# Вязьма (станция)
Вя́зьма — узловая железнодорожная станция Смоленского направления Московской железной дороги в одноимённом городе Смоленской области.

## История
Концессия на строительство Московско-Смоленской железной дороги получила высочайшее одобрение и была утверждена императором Александром II 15 декабря 1868 года. В правительстве и в предпринимательских кругах понимали важность и значение железной дороги, которая в будущем должна связать промышленный центр Российской империи с Западной Европой по кратчайшему пути через Можайск, Вязьму, Смоленск и Минск.
Учредителями паевого товарищества для возведения пути выступили «Рижский торговый дом А. Шепелер и К°» и «Банкирский дом братьев Зульцбах» во Франкфурте-на-Майне.
19 сентября 1870 года состоялось торжественное открытие однопутной Московско-Смоленской железной дороги нормальной колеи, а уже на следующий день открыт железнодорожный вокзал, грузовой двор и паровозный сарай. Через станцию Вязьма началось грузовое и пассажирское регулярное движение поездов.
В 1873 году станция перешла в ведение вновь учреждённого Общества Московско-Брестской железной дороги. В 1892 году дорога от Смоленска до Москвы стала двухпутной. В конце XIX века станция была расширена, появились новые пакгаузы, были построены боковые железнодорожные пути, угольный склад и водонапорная башня.
По данным инженера А. Тухина, станция Вязьма по состоянию на 1898 год являлась одним из семи обменных пунктов с Николаевской и Сызрано-Вяземской железными дорогами.
В Первую мировую войну станция являлась важным стратегическим пунктом по приёму-отправке, пропуску воинских и санитарных эшелонов. С началом боевых действий Вязьма оказалась в центре беженского потока. Беженцы следовали через Смоленскую губернию в глубь страны. Эвакуация городов Царства Польского, Северо-Западного и Прибалтийского краёв заметным образом сказалась на увеличении пассажиропотока. Отмечались многочисленные случаи заболеваний инфекционными болезнями. На средства и при содействии Татьянинского комитета, созданного по инициативе великой княгини Татьяны Николаевны Романовой, ищущим убежища и другим пассажирам на станции оказывалась продовольственная и медицинская помощь. В здании вокзала было открыто «Особое бюро», занимавшееся оформлением проездных документов и регистрацией беженцев а также врачебно-продовольственный пункт.
В годы Великой Отечественной войны город и железнодорожный узел подвергались многочисленным бомбардировкам с воздуха и обстрелам артиллерии. Город начали регулярно бомбить в ночь на 30 июня 1941 года, в первые недели войны. 31 июля 1941 г фашистская авиация совершила первый массированный налет на железнодорожную станцию. Погибли сотни мирных жителей. В память об этом на здании железнодорожного вокзала установлена мемориальная доска. В августе-сентябре 1941 года на станции были организованы и направлены в тыл врага партизанско-диверсионные отряды железнодорожников под командованием бывшего начальника Рославльского паровозного депо К. С. Заслонова и других командиров из числа сотрудников Вяземского отдела НКВД и городских парторганизаций.
К моменту освобождения города от немецко-фашистских захватчиков железнодорожный вокзал был практически полностью разрушен, взорваны подъездные пути, путевое хозяйство было в ужасном состоянии. После войны было построено новое здание вокзала, отремонтировано железнодорожное полотно, служебные и технические постройки. Возобновлено регулярное пассажирское сообщение с Москвой, Калугой, Смоленском, Ржевом.

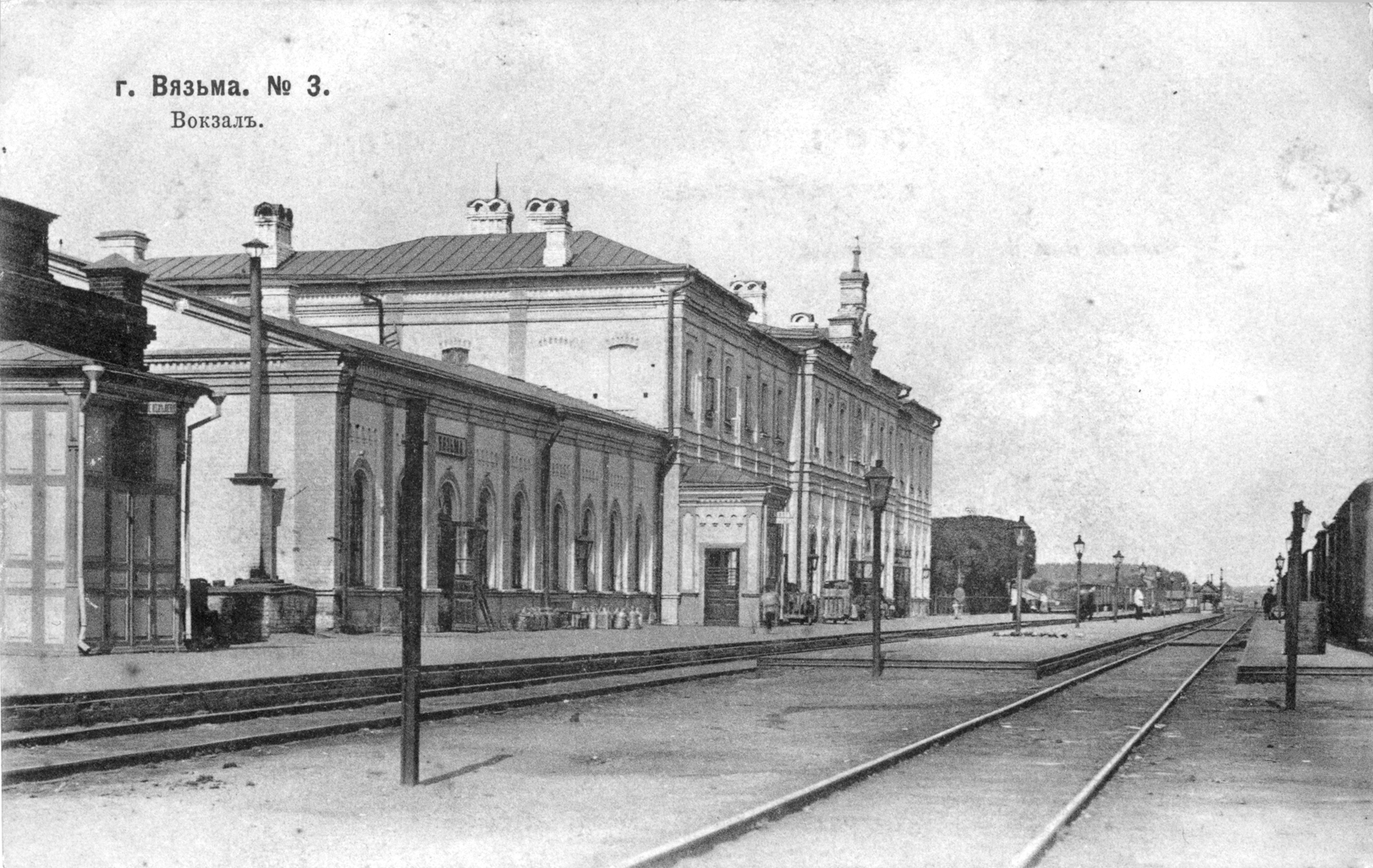
Железнодорожный вокзал станции Вязьма. Начало XX века. Почтовая открытка.
- Вид станции Вязьма. Кинохроника 1918 г.
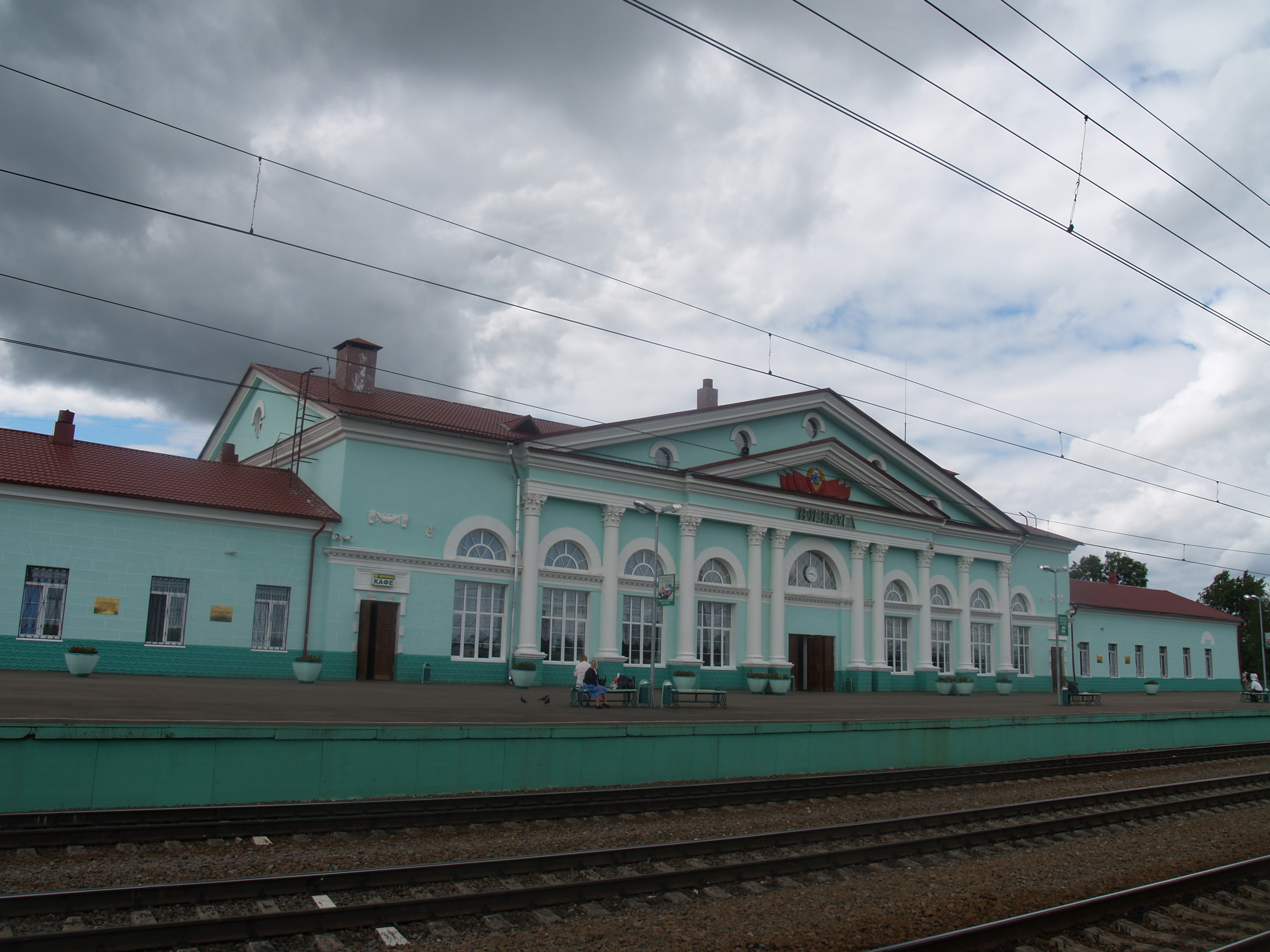
Железнодорожный вокзал. 2007

## Описание

### Общая информация
По характеру основной работы является участковой, по объёму выполняемой работы отнесена к внеклассным, по схеме путевого развития — односторонняя. Входит в Смоленский центр организации работы железнодорожных станций ДЦС-6 Московской дирекции управления движением.

### Расположение
Станция располагается на юго-восточной окраине города.
С запада к станции примыкает автостанция Вязьма и автобусная остановка «Железнодорожный вокзал», на которых можно осуществить пересадку на городские, в том числе до соседней станции Вязьма-Новоторжская, и пригородные маршруты автобусов, а также на междугородные автобусы до Тёмкино, Холм-Жирковского, Новодугино, Сычёвки, Смоленска и Воронежа.
К востоку от станции расположены Сызранская улица, Бознянское болото и Бознянское озеро.

### Инфраструктура
Станция имеет железнодорожный вокзал, который является объектом культурного наследия народов РФ и охраняется государством.
На станции одна высокая боковая и две низких островных пассажирских платформы, соединённых надземным пешеходным путепроводом. Вокзальное здание находится у первой высокой платформы.
Не оборудована турникетами. На платформах установлены павильоны с навесами.
На станции находится локомотивное депо (ТЧЭ-41) Московской дирекции тяги. В депо есть поворотный круг, который ранее был необходим для оборота паровозов.
Мост к северу от станции обеспечивает возможность движения по широтному ходу Ржев — Сызрань-1 без пересечения маршрутов.

### Достопримечательности
Перед вокзалом располагаются:
- памятник паровозу ЭШ-4290,
- обелиск железнодорожникам, погибшим в годы Великой Отечественной войны,
- сквер героев Первой мировой войны[16].

## Движение и путевое развитие
Станция является точкой соединения нескольких направлений: Смоленского (Белорусского), линий Вязьма — Ржев (на север), Вязьма — Фаянсовая (на юг) и Вязьма — Калуга I (на юго-восток).
Кроме того, от станции на юго-запад отходит подъездной путь в сторону Ново-Вяземского валунно-гравийно-песчаного месторождения.
Путевое хозяйство имеет пять парков различного предназначения:
| Наименование парка | Количество путей | Назначение парка   |
| Пассажирский парк  | 5                | приёмо-отправочный |
| Парк «А»           | 7                | приёмо-отправочный |
| Парк «Б»           | 4                | приёмо-отправочный |
| Парк «Г»           | 6                | приёмо-отправочный |
| Парк «С»           | 11               | сортировочный      |

### Смоленское (Белорусское) направление
Является станцией стыка двух родов тока: с запада, со стороны Смоленска, главный ход электрифицирован переменным током напряжением 25 кВ; с востока, со стороны Москвы — постоянным током 3 кВ.

#### Пригородные поезда
Является конечной для пригородных электропоездов:
- Можайск — Вязьма;
- Бородино — Вязьма;
- Смоленск — Вязьма;
- Сафоново — Вязьма.

До 1 января 2013 года станция была конечной для прямых пригородных электропоездов из Москвы, однако позднее их маршрут был сокращён до Гагарина из-за превышения лимита в 200 км для пригородных поездов, установленного приказом Минтранса РФ № 99 от 18.07.2007 г.. В декабре 2017 года была произведена попытка восстановить прямое пригородное сообщение между Москвой и Вязьмой посредством экспрессов «Ласточка», следующих по маршруту Москва — Вязьма, однако менее, чем через 2 года, проект был признан нерентабельным, поезда были отменены 1 ноября 2019 года.
Время движения на пригородном поезде от Смоленска около 3 часов 15 минут, от Можайска около 2 часов 8 минут.

#### Поезда дальнего следования
На станции останавливаются все поезда, следующие из Москвы в Калининград, Брест, Гомель, Минск и обратно.
Также на станции останавливаются все экспрессы «Ласточка», следующие до Смоленска, Минска и обратно.
На скорых поездах время пути от Белорусского вокзала составляет от 2 часов 20 минут до 3 часов 30 минут, от Смоленска — от 1 часа 40 минут до 2 часов 50 минут.

### Линия Вязьма — Ржев
С севера на станцию подходит однопутная неэлектрифицированная хордовая линия от Лихославля и Ржева.

#### Пригородные поезда
Станция является конечной для поездов Сычёвка — Вязьма и Ржев-Балтийский — Вязьма.

#### Поезда дальнего следования
На станции останавливаются поезда, следующие по маршруту Санкт-Петербург-Главный — Смоленск и обратно.
В 2021 году после прекращения обслуживания Рижским вокзалом Москвы поездов дальнего следования на Великие Луки и Псков, данные поезда были переведены на курсирование через Вязьму с Белорусского вокзала. Все поезда, следующие до Великих Лук и Пскова, делают остановку на станции.

### Линия Вязьма — Фаянсовая
С юга к станции подходит однопутная неэлектрифицированная линия, идущая на юг, в сторону Кирова Калужской области и Брянска.
Является конечной для пригородных электропоездов Фаянсовая — Вязьма. Дальнего следования по линии нет.

### Линия Вязьма — Калуга I
Также с юга к станции подходит однопутная неэлектрифицированная линия, идущая на юго-восток, в сторону Калуги и Тулы.
Станция является конечной для согласованной пары пригородных поездов Калуга I — Износки — Вязьма. Дальнего следования по линии нет.

## Фотогалерея

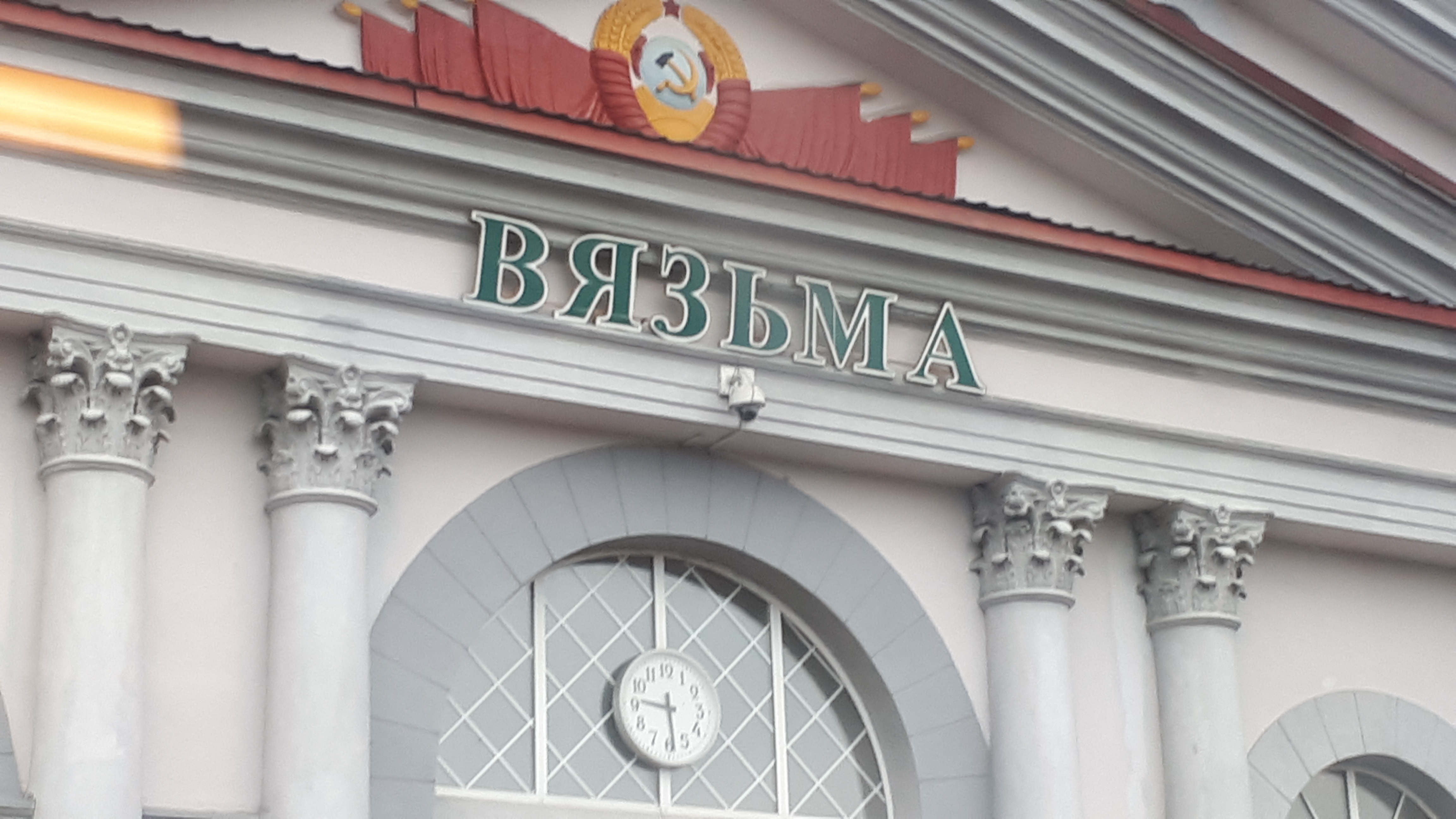
Фронтон вокзального здания, 2019 г.
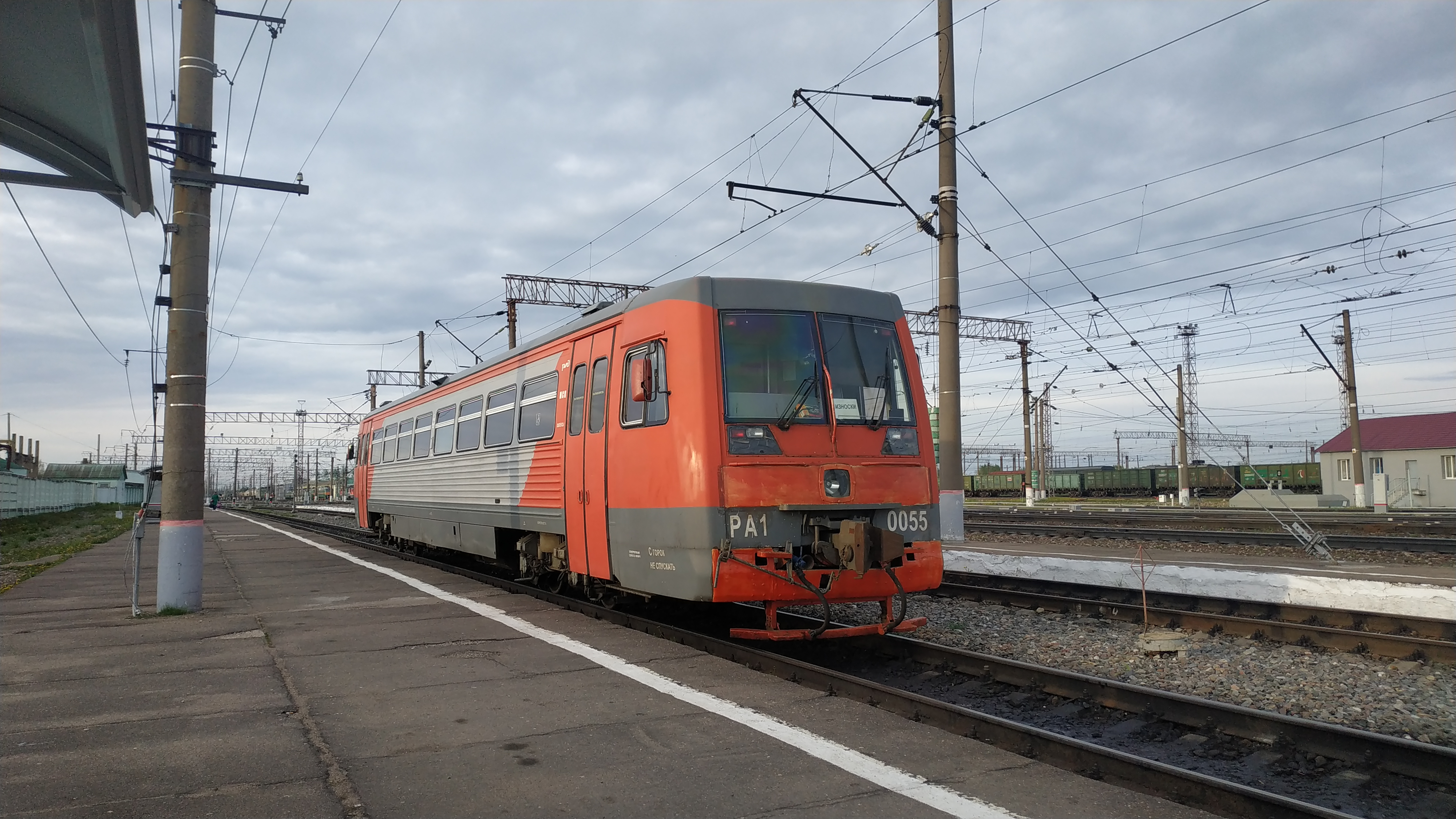
Вид на станцию. На переднем плане — рельсовый автобус РА1, следующий до станции Износки, 2019 г.
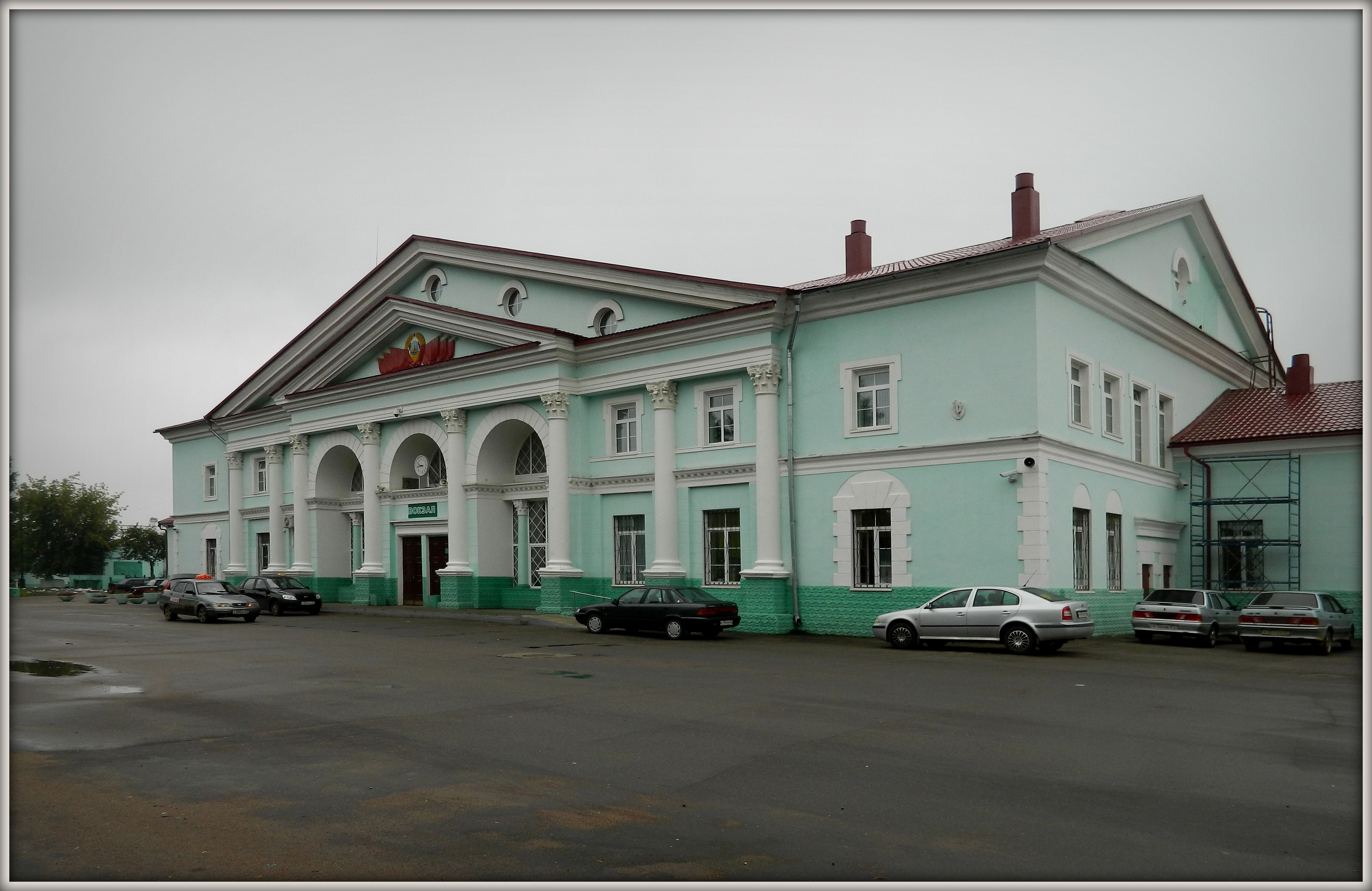
Вид на станционное здание, 2012 г.